# St. Willibrord (Bachem)

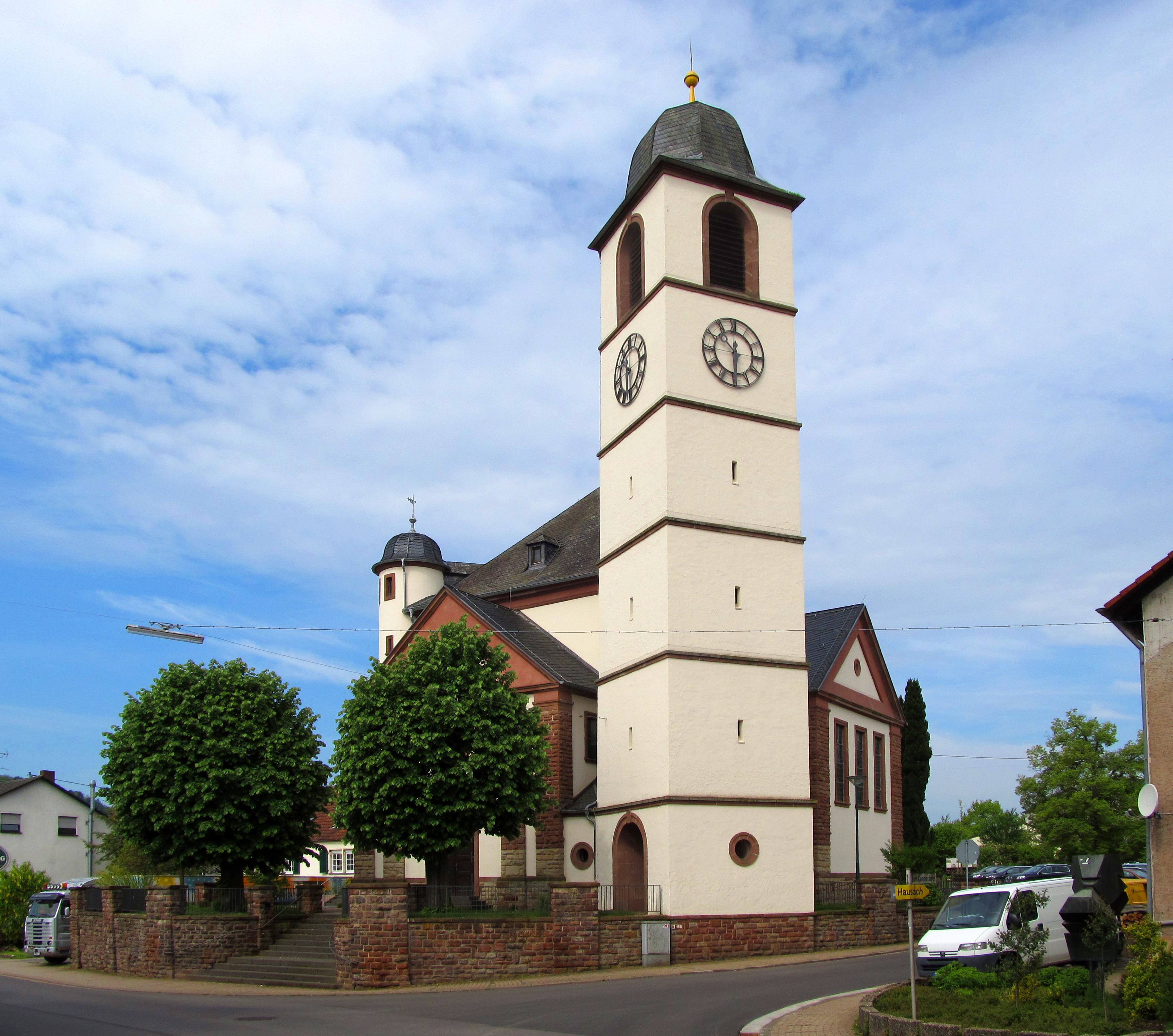
Die Pfarrkirche St. Willibrord in Bachem

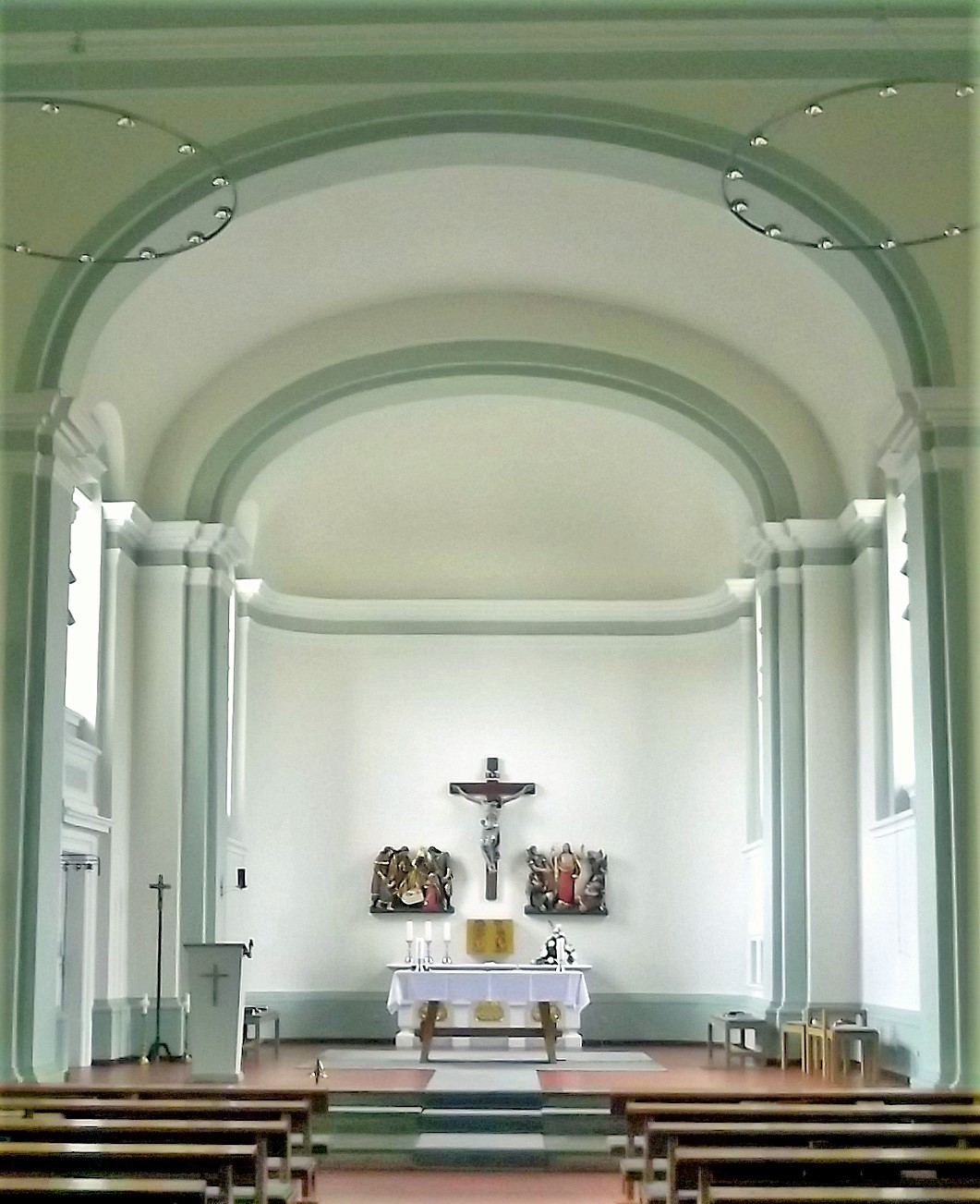
Blick ins Innere der Kirche

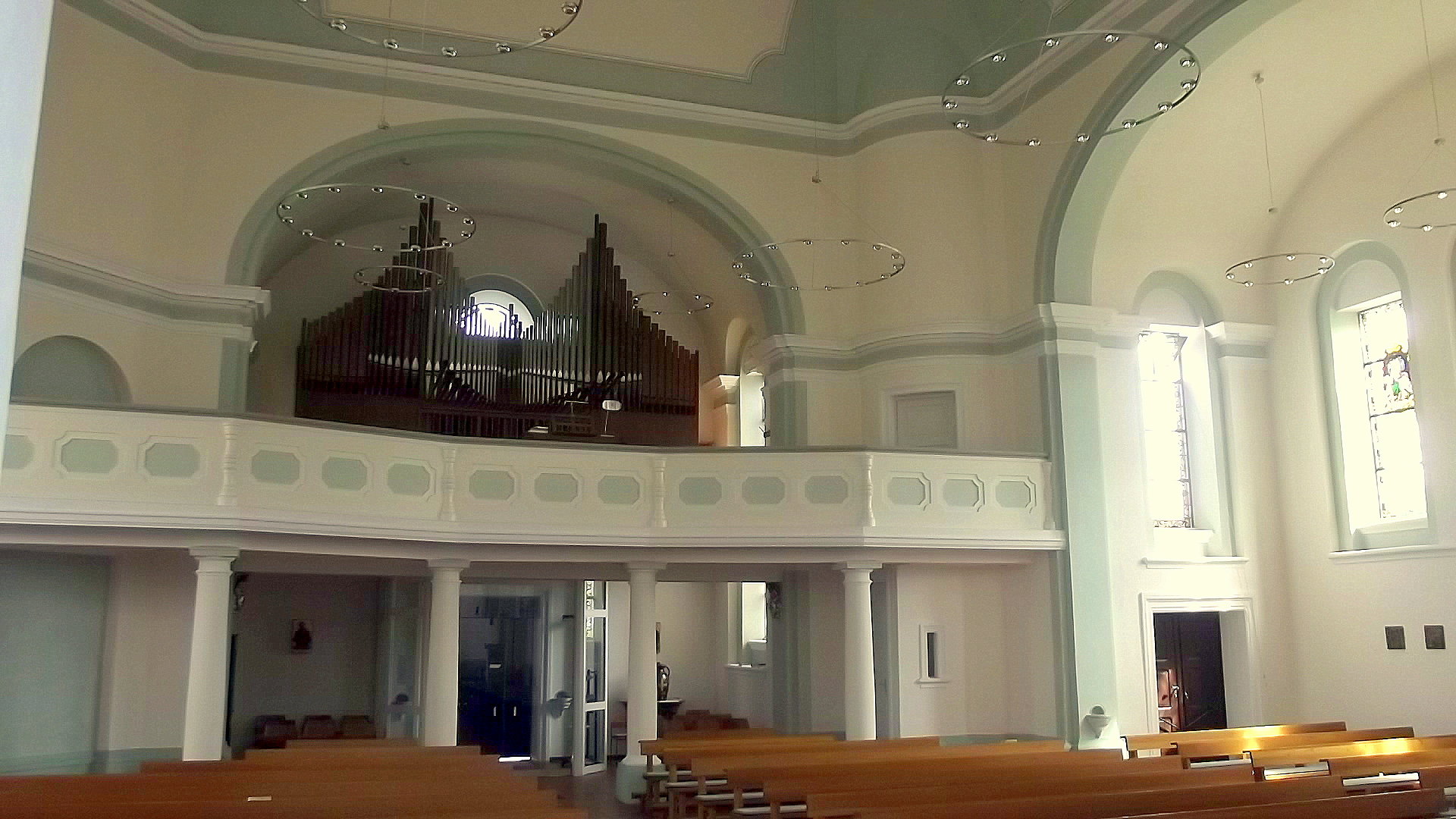
Blick zur Orgelempore

St. Willibrord ist die dem heiligen Willibrord geweihte katholische Pfarrkirche im saarländischen Bachem, einem Ortsteil der Gemeinde Losheim am See im Landkreis Merzig-Wadern. In der Denkmalliste des Saarlandes ist das Kirchengebäude als Einzeldenkmal aufgeführt.

## Geschichte
Vorgängerbau der heutigen Kirche war eine Willibrords-Kapelle, die 1922 abgerissen wurde, nachdem man 1919 eine Notkirche eingerichtet hatte.
Nachdem im Vorfeld drei Baupläne verworfen wurden, erfolgte im Jahr 1923 die Grundsteinlegung nach Entwürfen des Architekten Dombaumeister Julius Wirtz (Trier). Die Weihe fand am 13. September 1924 statt. Aufgrund des Kirchenbaus wurde Bachem zur Kapellengemeinde erklärt, bevor der Ort 1944 zur selbständigen Pfarrei erhoben wurde. Kurz vor Ende des Zweiten Weltkrieges durchschlug eine Granate das Kirchendach, so dass die Gewölbe darunter einstürzten. Beim Wiederaufbau ersetzte man das hohe Pyramidendach durch ein niedrigeres.
1951 wurde der Glockenturm nach Plänen der Architekten Anton Latz und Toni Laub (Saarwellingen) neben der Kirche errichtet. Im Turm befinden sich seit 1953 drei neue Glocken.
2012 wurde das Gotteshaus einer Renovierung unterzogen.

## Ausstattung
Im Altarraum befindet sich seit 1935 ein großes Kreuz, das von zwei hölzernen Relief-Bildern mit der Geburt und der Auferstehung Jesu flankiert wird. Eine Figur des heiligen Willibrord steht auf einer Konsole an der rechten Vorderwand des Innenraums. Des Weiteren verfügt die Kirche über einen bronzenen Kreuzweg und Kirchenfenster mit Darstellungen von Heiligen.

## Orgel
Die Orgel der Kirche wurde 1966 von der Firma Romanus Seifert & Sohn (Kevelaer) erbaut. Das auf einer Empore aufgestellte Instrument verfügt über 25 (26) Register, verteilt auf zwei Manuale und Pedal. Für die Windversorgung der Manuale sorgen Schleifladen mit im Windkasten liegenden Balanciers, für die des Pedals Kegelladen. Die Spiel- und Registertraktur ist elektropneumatisch. Die Stimmtonhöhe beträgt 440 Hz. Die Disposition lautet wie folgt:
| I Hauptwerk C–g3 |                    |       |
| 1.               | Quintadena         | 16′   |
| 2.               | Principal          | 8′    |
| 3.               | Rohrflöte          | 8′    |
| 4.               | Oktave             | 4′    |
| 5.               | Gedacktflöte       | 4′    |
| 6.               | Nasat              | 2 ⁄3′ |
| 7.               | Waldflöte          | 2′    |
| 8.               | Mixtur IV–V        | 1 ⁄3′ |
| 9.               | Spanische Trompete | 8′    |

| II Schwellwerk C–g3 |                |       |
| 10.                 | Holzgedackt    | 8′    |
| 11.                 | Spitzgamba     | 8′    |
| 12.                 | Principal      | 4′    |
| 13.                 | Koppelflöte    | 4′    |
| 14.                 | Oktave         | 2′    |
| 15.                 | Quinte         | 1 ⁄3′ |
| 16.                 | Sesquialter II | 2 ⁄3′ |
| 17.                 | Scharff IV     | 2⁄3′  |
| 18.                 | Dulcian        | 16′   |
| 19.                 | Rohrschalmay   | 8′    |
|                     | Tremulant      |       |

| Pedal C–f1 |                  |                 |
| 20.        | Subbaß           | 16′             |
|            | Quintadena       | 16′ (aus Nr. 1) |
| 21.        | Octavbaß         | 8′              |
| 22.        | Gedacktbaß       | 8′              |
| 23.        | Choralbass       | 4′              |
| 24.        | Rauschpfeife III | 2′              |
| 25.        | Fagott           | 16′             |

- Koppeln: II/I, I/P, II/P
- Spielhilfen: 2 freie Kombinationen, 1 freie Pedalkombination, Zungeneinzelabsteller, Organo Pleno, fahrbarer Spieltisch